# Шалаське
Шалаське — селище в Україні, в Тальнівській міській громаді Звенигородського району Черкаської області. Розташоване за 12 км на північний захід від міста Тальне. В селі знаходиться станція Шаласька. Населення становить 2 особи.

## Галерея

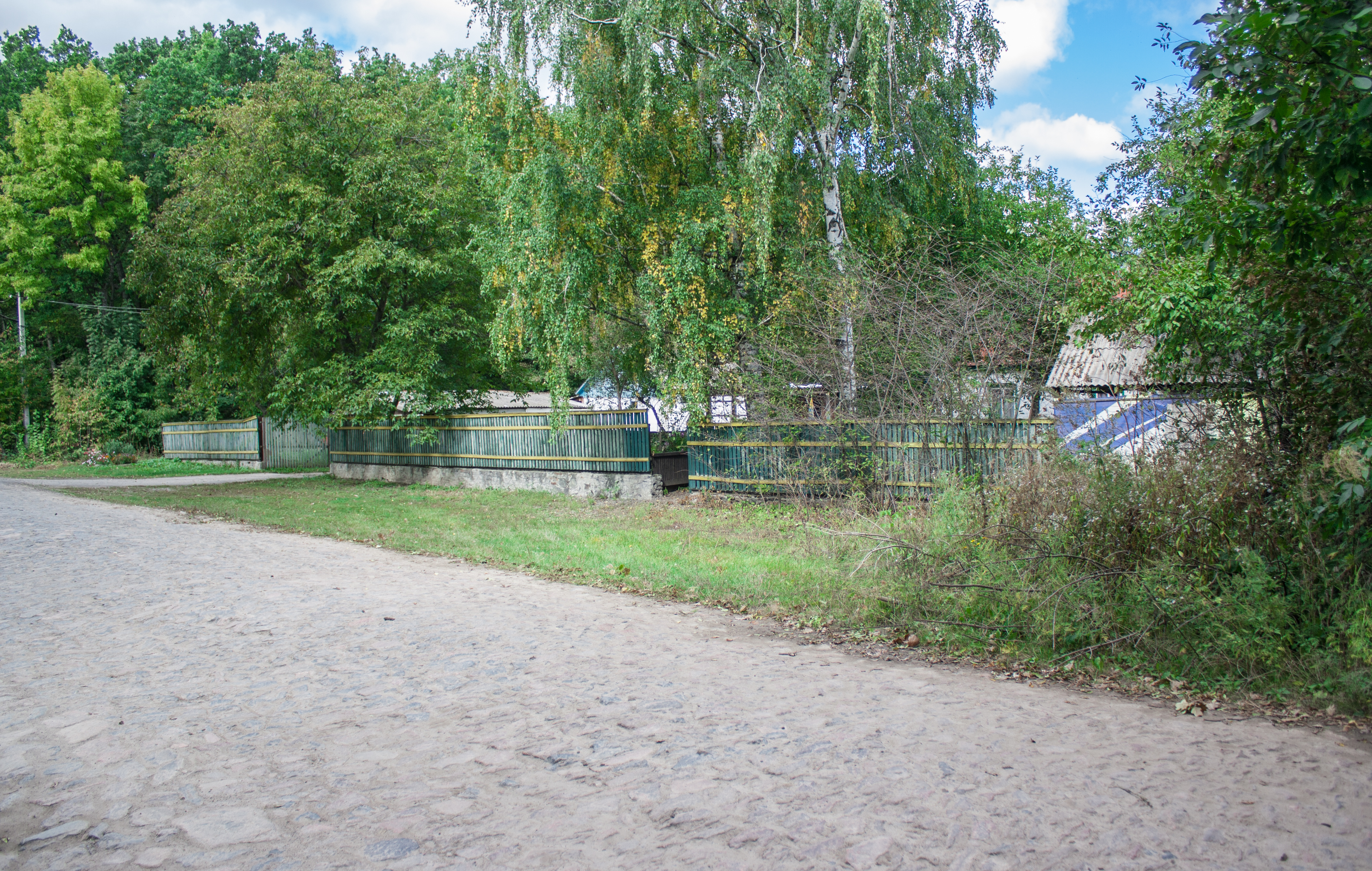
Житловий будинок
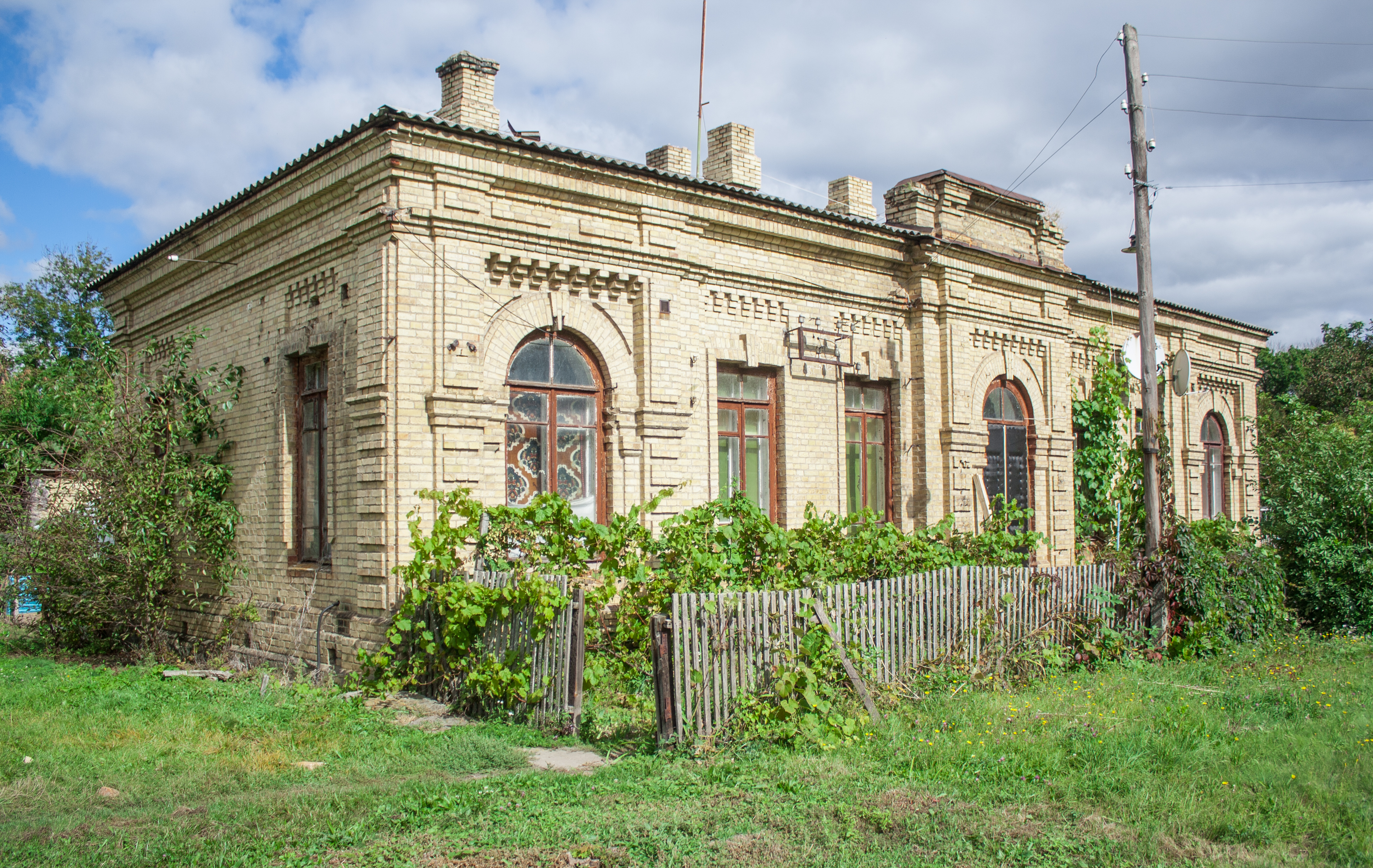
Колишня залізнична станція
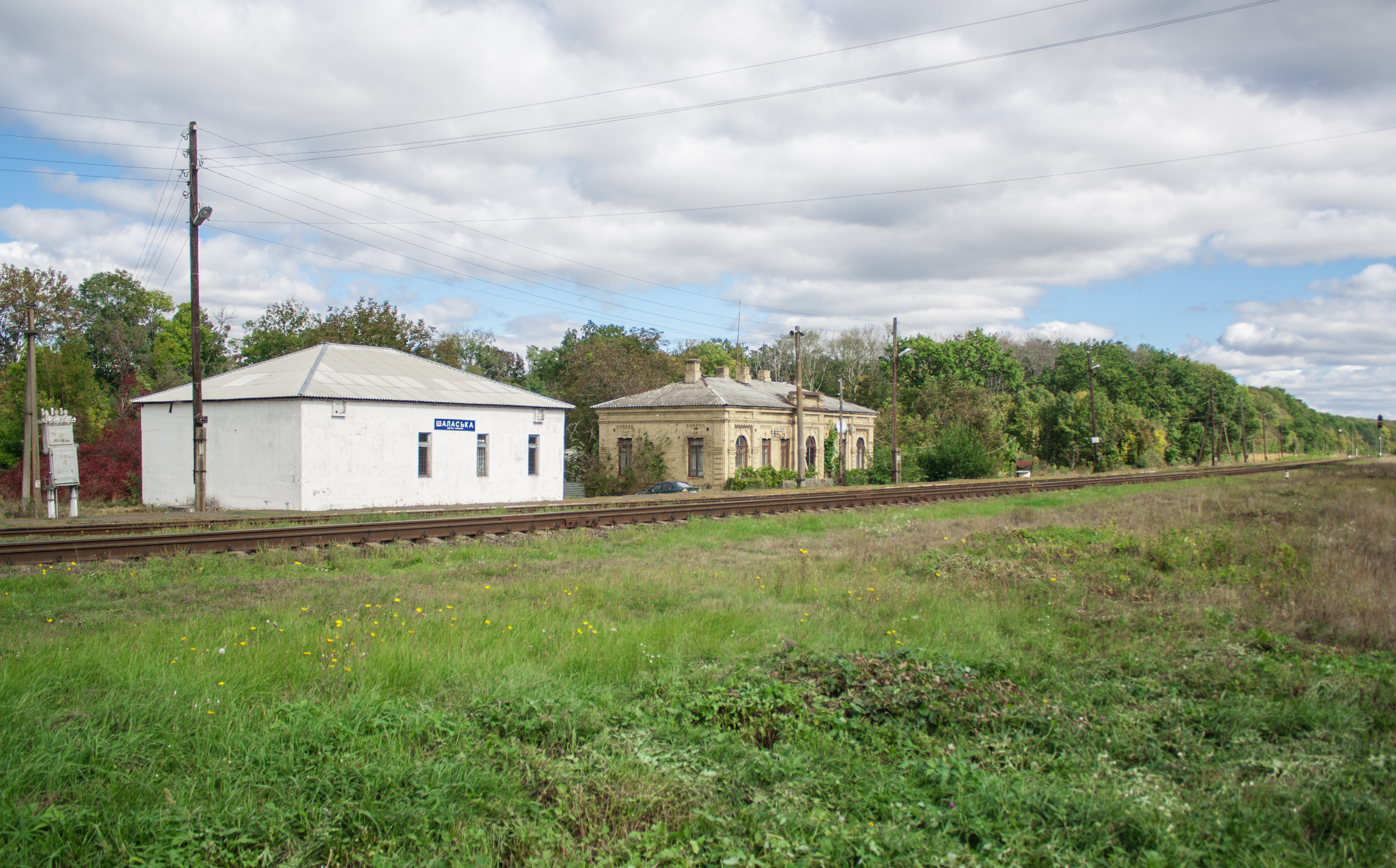
Платформа залізничної станції